# St. Johannis (Hasloch)

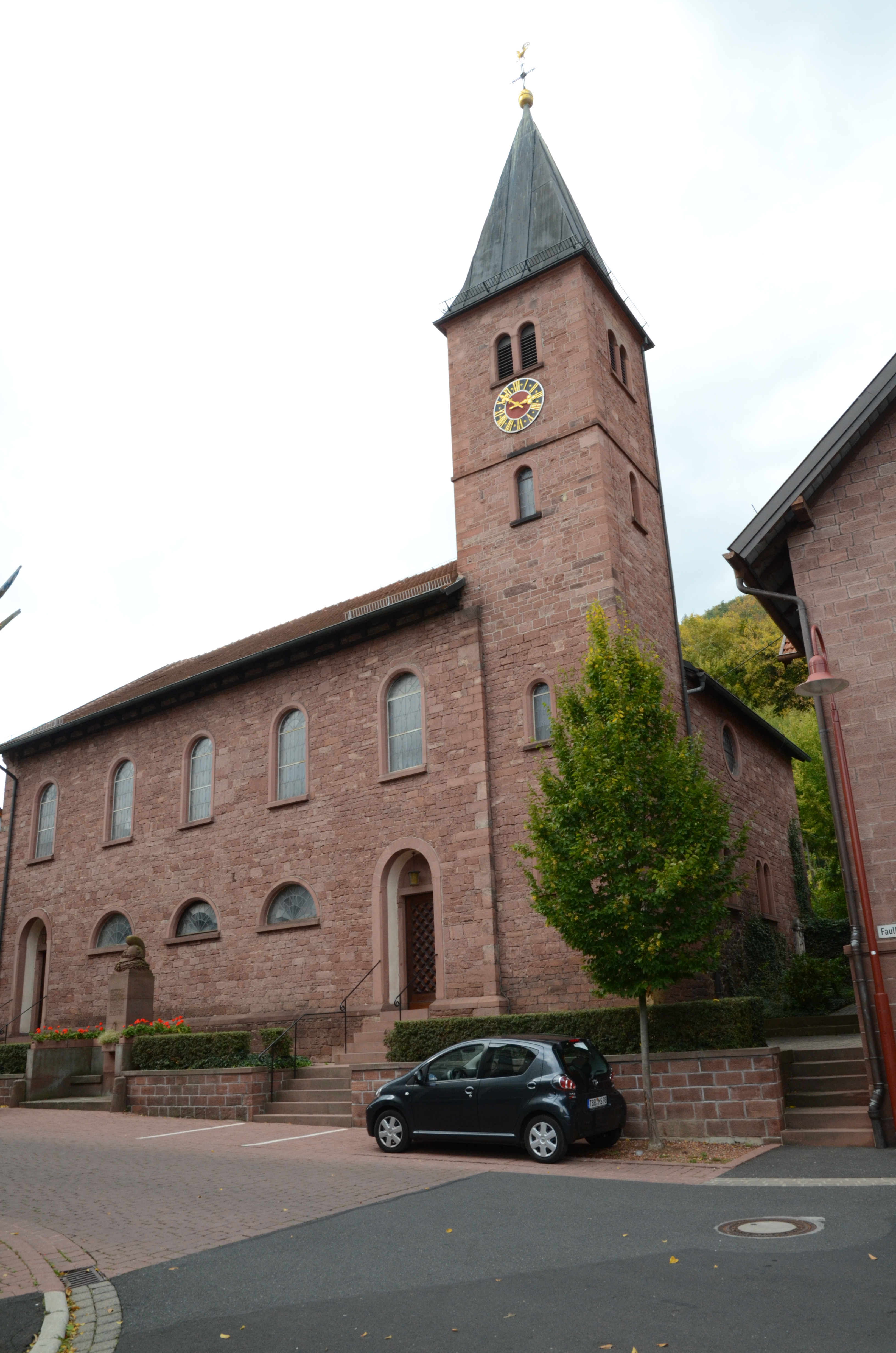
St. Johannis (Hasloch)

Die evangelische Pfarrkirche St. Johannis steht in Hasloch, einer Gemeinde im unterfränkischen Landkreis Main-Spessart in Bayern. Das denkmalgeschützte Bauwerk stammt aus dem Jahr 1843. Die Pfarrei gehört zum Evangelisch-Lutherischen Dekanat Aschaffenburg im Kirchenkreis Ansbach-Würzburg der Evangelisch-Lutherischen Kirche in Bayern.

## Beschreibung

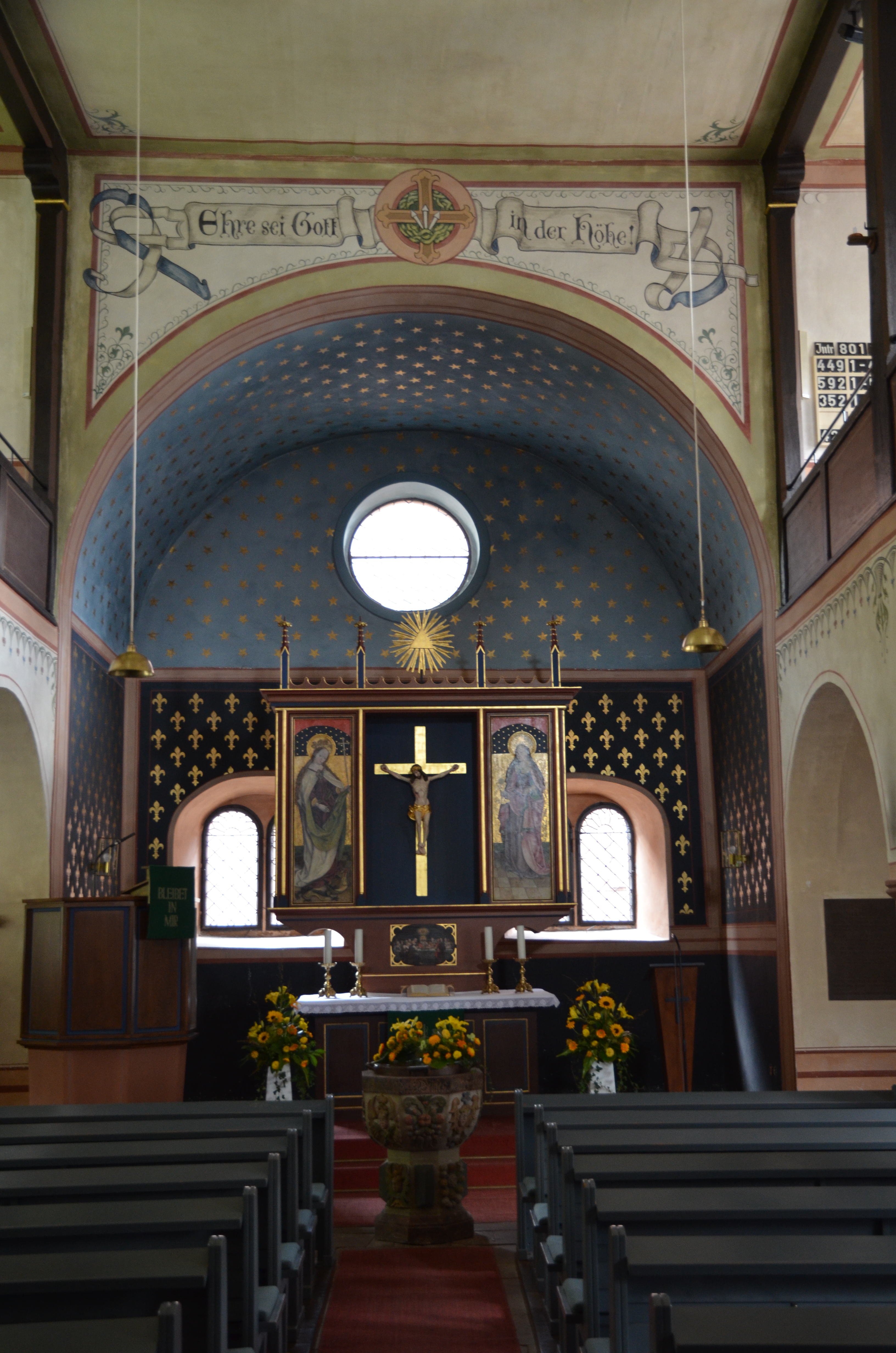
Langhaus mit Blick auf den Altar

Das mit einem Satteldach bedeckte Langhaus der im 19. Jahrhundert gebauten, unverputzten Saalkirche im Rundbogenstil hat im Osten einen eingezogenen, rechteckigen Chor, der zusammen mit dem benachbarten, quadratischen, mit einem Pyramidendach bedeckten Kirchturm im Süden die Breite des Langhauses einnimmt. Der Innenraum wurde 1984/85 neu gestaltet. Von der Kirchenausstattung des Vorgängerbaus blieben zwei Flügel eines Flügelaltars vom Ende des 15. Jahrhunderts erhalten, auf denen die heilige Barbara und die heilige Margareta dargestellt sind, und das Taufbecken aus der Mitte des 17. Jahrhunderts.